# 瞳孔

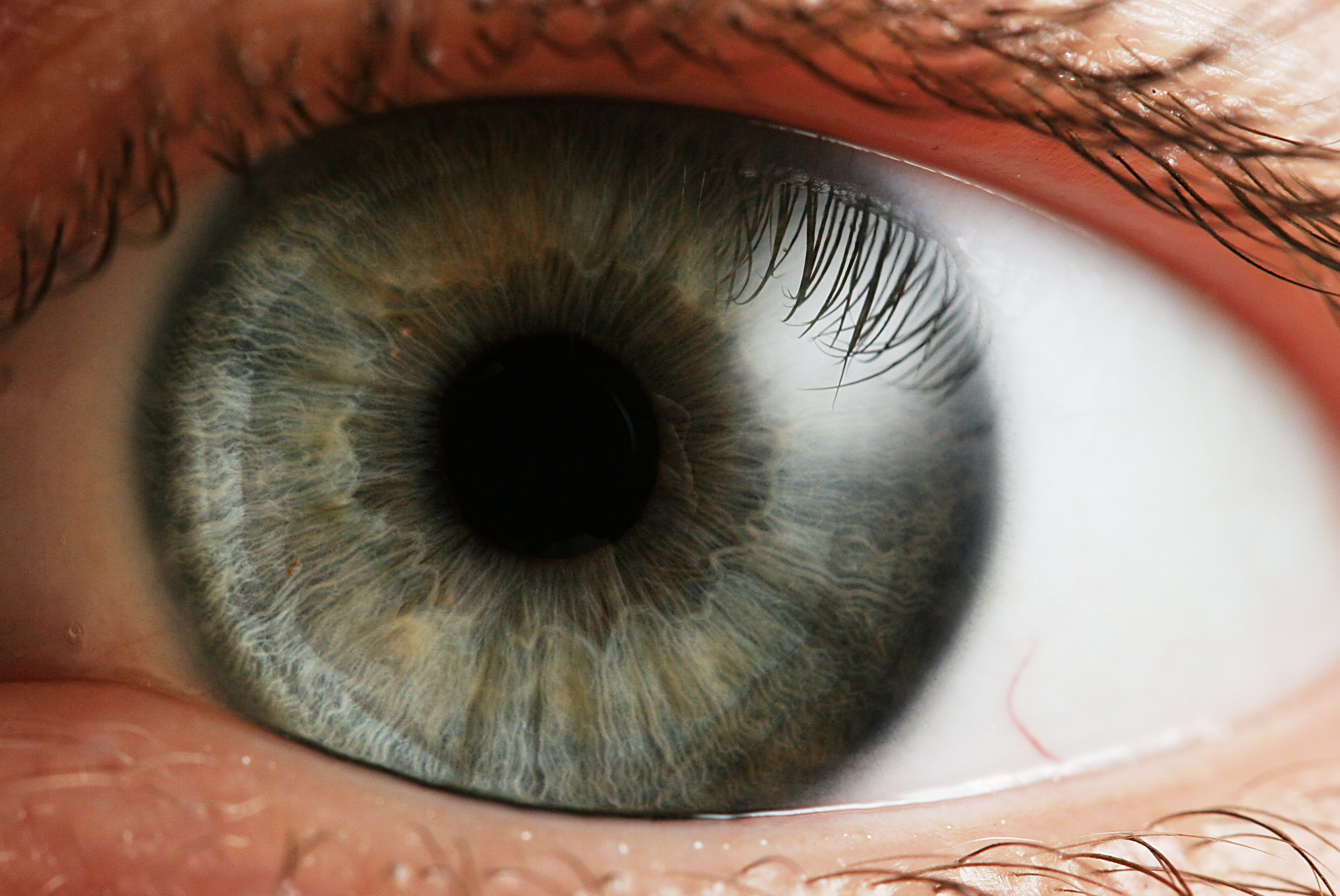
人眼近看。中间黑色的部分为瞳孔，周围欖绿色部分为虹膜，外部白色部分为巩膜。巩膜中心最前面为透明的角膜。

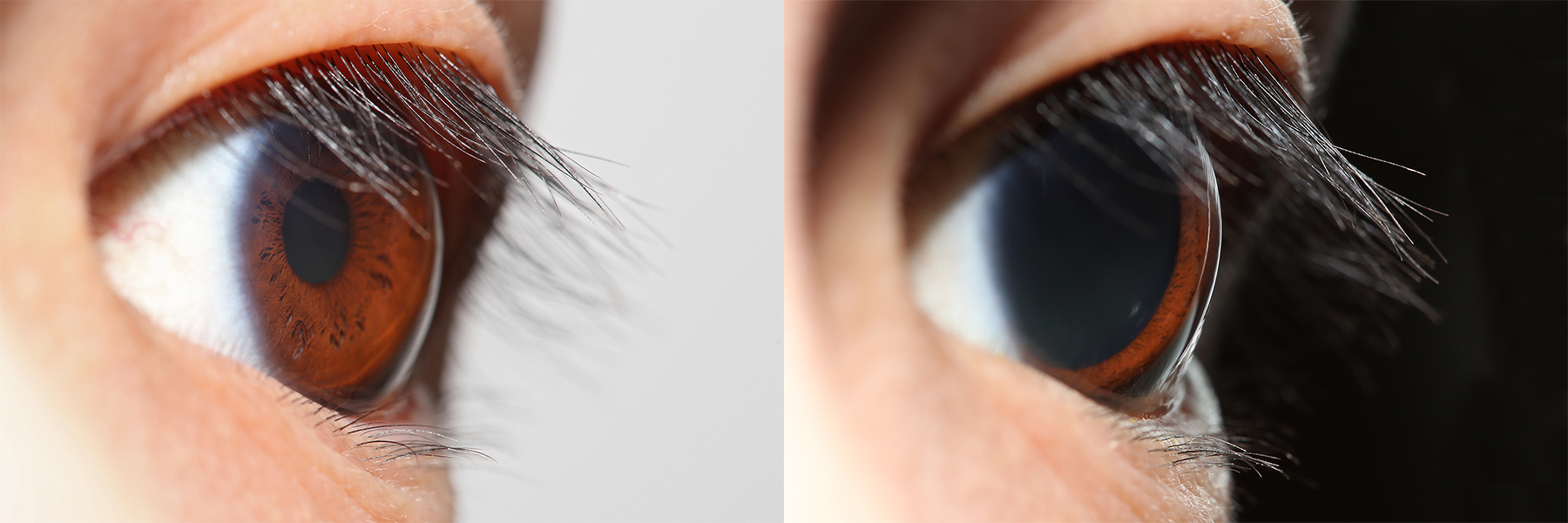
眼睛的瞳孔可以收缩和扩张

瞳孔（英語：Pupil）又称瞳神，是眼球血管膜的前部虹膜中心的圓孔。沿瞳孔环形排列的平滑肌叫瞳孔括约肌，收缩时使瞳孔缩小，沿瞳孔放射状排列的平滑肌叫瞳孔放大肌，鬆弛时使瞳孔放大，调节进入眼球的光线量。因为内部吸收的关系，通常外框黑色。但有時會有棕色和藍色。

## 动物的瞳孔
人类和很多动物（除了少数鱼类）的瞳孔由不自觉的虹膜伸缩控制大小，以调节入眼内的光线强度。此称为瞳孔反射。例如，人类瞳孔在强光下直径大约1.5毫米，在暗淡光线中扩大到8毫米左右。
动物的瞳孔形状由玻璃体的光学特性、视网膜的形状和敏感度，以及物种的生存环境和需要决定。一般为圆形或缝状，有些水生动物的瞳孔则有更奇异的形状。
缝状瞳孔常见于活动在不同光线强度下的动物。在强光下，这类瞳孔缩成细缝，然而仍然允许光线落到视网膜很大部分。开缝的方向可能与动物需要以高敏感度察觉的运动方向有关。
在用闪光灯照相的时候，瞳孔来不及及时关闭，闪光照亮眼底血管丰富的视网膜，形成红眼现象。具有“防红眼”功能的相机是预闪一次光，使瞳孔在正式闪光的时候已经达到收缩状态。

## 瞳孔反射

### 瞳孔扩散

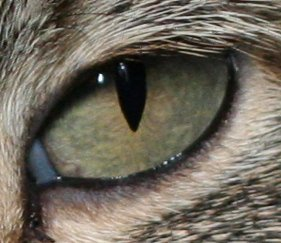
家猫的瞳孔近观

交感神经的信号可导致扩瞳肌肉收缩，从而扩散瞳孔。面部交感神经受损可以导致单侧瞳孔缩小（Horner's syndrome）。
刺激皮肤、剧烈痛觉以及突如其来的声音等均可使瞳孔扩大。
人类在看到引起兴趣的物品，或者兴奋的时候瞳孔也会扩大。心理学的研究发现，虹膜範圍大于平均的人脸，特别是女性的脸被认为更美。
阿托品等药物可以扩散瞳孔，视光学中用来消除验光过程中瞳孔反射的影响。另外LSD、可卡因等毒品也可导致瞳孔扩散。
瞳孔扩散被用来判断死亡。

### 瞳孔缩小

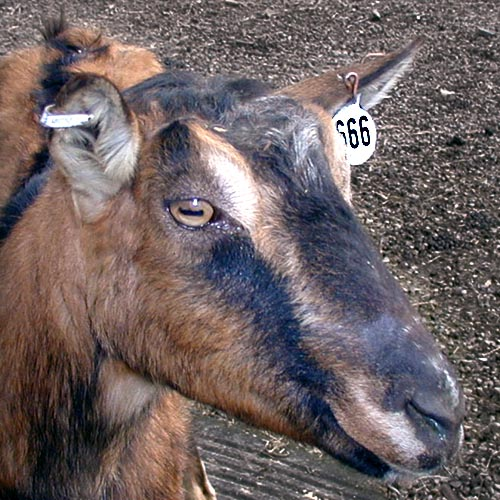
羊和山羊的瞳孔为横向缝状

眼睛遇到强光时，虹膜括约肌（iris sphincter muscle）收缩导致瞳孔缩小以保护眼底。这个过程受脑干支配。因而医学上用失去瞳孔反射来判定死亡。
人看到厌恶或憎恨的对象的时候瞳孔会收缩。另外吗啡、海洛因等药物也会导致瞳孔缩小。
| 光線   | 不足 | 猛烈 |
| 環形肌 | 放鬆 | 收縮 |
| 輻射肌 | 收縮 | 放鬆 |
| 瞳孔   | 放大 | 縮小 |

### 应用
瞳孔反射异常，表示神经系统有关部分的功能发生障碍；医学上常用瞳孔对光反射的检查来了解神经系统的功能状态，或估计药物麻醉的深度。